# Michael Kahn
Michael Kahn (* 8. prosince 1935 New York) je americký filmový producent a střihač. Patří dlouhodobě k nejlepším osobnostem ve svém oboru, o čemž svědčí i sedm nominací na Oscara. Dlouhodobě spolupracuje s režisérem Stevenem Spielbergem, v rámci této spolupráce si odnesl tři Oscary (Dobyvatelé ztracené archy (1981), Schindlerův seznam (1993) a Zachraňte vojína Ryana (1998)). Kromě toho byl také šestkrát nominován na cenu BAFTA za nejlepší střih, z toho dvakrát ji získal.